# Nirma Zárate
Nirma Zárate Mejía (Bogotá, 1936-10 de febrero de 1999) fue una artista y profesora colombiana. En 1963 fue galardonada con el Segundo Premio de Pintura en el XV Salón de Artistas Colombianos y Salón Nacional de Artistas.

## Trayectoria
Se formó como pintora en la Universidad de Los Andes y en la Universidad Nacional de Colombia, donde se tituló como Maestra en Bellas Artes en 1960. Durante 1969 y 1970 estudió fotoserigrafía y grabado en la Real Academia de Arte de Londres gracias a una beca del Consejo Británico. 
Se dedicó a la docencia entre 1967 y 1971 en la Universidad de Los Andes y desde 1970 hasta su fallecimiento en la Universidad Nacional de Colombia. 

## Obra
La primera parte de su trabajo se desarrolló en torno al informalismo abstracto, con circulación en exposiciones nacionales e internacionales como el Salón Intercol de Artistas Jóvenes promovido por la OEA, la Primera Bienal de Arte de Coltejer (1968), y el XX Salón Nacional de Artistas (1969) donde obtuvo Mención de Honor con la pintura El último viaje, en la que se evidencia un giro de estilo hacia el Pop Art y el constructivismo.

### Taller 4 Rojo
Con su asimilación de la fotoserigrafía realizó varias series de estampas dedicadas al abandono infantil realizadas individualmente en la plataforma del Taller 4 Rojo, establecido en 1970 tras su regreso a Colombia en el barrio La Candelaria en Bogotá junto a Diego Arango, Jorge Mora e intelectuales como Jorge Villegas, entre otros. En 1972 el colectivo se redefinió como Grupo Taller 4 Rojo con la participación de Umberto Giangrandi, Carlos Granada y Fabio Rodriguez Amaya, el cual trabajó -con algunos cambios en sus integrantes- hasta 1976. Estas piezas se caracterizan por la apropiación de fuentes publicadas en prensa y composiciones geométricas que propician un carácter de contrainformación, como lo procuró también en trabajos individuales y colectivos realizados en la plataforma del Taller 4 Rojo.
Con este colectivo, Zárate lideró la realización de una amplia producción serigráfica con las que desarrolló un trabajo testimonial sobre la protesta social en Colombia, en acompañamiento a varios movimientos sociales (estudiantil, indígena y obrero) y que participó de un debate sobre las diversas posiciones de los artistas y del arte comprometido políticamente.
El colectivo también desarrolló otros procesos de intervención en el espacio público durante las manifestaciones sociales y en procesos pedagógicos para la formación técnica y política en pro de ejercicios de autorrepresentación de organizaciones obreras y sindicales. En1983, Zárate realizó un viaje de estudios a Nueva York y a partir de entonces retornó a la expresión abstracta en papel hecho a mano.